# Josef Odložil
Josef Odložil (né le 11 novembre 1938 à Otrokovice et mort le 10 septembre 1993 à Domašov) est un athlète tchèque spécialiste des courses de demi-fond. 
Il remporte la médaille d'argent du 1 500 mètres lors des Jeux olympiques de 1964, à Tokyo, s'inclinant avec le temps de 3 min 39 s 6 face au Néo-zélandais Peter Snell. Il participe aux Championnats d'Europe 1962 et 1966 où il s'incline dès les séries.
En 1968, Josef Odložil épouse l'ancienne gymnaste Věra Čáslavská à l'occasion des Jeux olympiques de Mexico. 
Le meeting Mémorial Josef-Odložil, épreuve du circuit de l'European Outdoor Premium Meetings, se dispute chaque année au mois de juin à Prague. 

## Palmarès
| Date | Compétition     | Lieu  | Résultat | Épreuve |
| ---- | --------------- | ----- | -------- | ------- |
| 1964 | Jeux olympiques | Tokyo | 2e       | 1 500 m |

Il a amélioré en 1965 le record du monde du 2000 mètres dans le temps de 5 minutes 1 seconde et deux dixièmes [2].